# Liste des édifices labellisés « Patrimoine du XXe siècle » des Hauts-de-Seine
Cet article recense les édifices protégés au titre du Patrimoine du XXe siècle du département des Hauts-de-Seine, en France,.

## Statistiques
Au 31 décembre 2015, les Hauts-de-Seine comptent 27 immeubles protégés du patrimoine du XXe siècle.

## Liste
| Monument                                                                     | Commune              | Adresse                                          | Coordonnées                      | Notice         | Protection | Date | Illustration                                              |
| ---------------------------------------------------------------------------- | -------------------- | ------------------------------------------------ | -------------------------------- | -------------- | ---------- | ---- | --------------------------------------------------------- |
| Chapelle de l'institution Sainte-Marie                                       | Antony               | 2 rue de l'Abbaye                                | 48° 45′ 13″ nord, 2° 17′ 59″ est | « EA92000003 » |            | 2011 | Chapelle de l'institution Sainte-Marie                    |
| Église Saint-Jean-Porte-Latine                                               | Antony               | 1 square de l'Atlantique                         | 48° 44′ 20″ nord, 2° 17′ 28″ est | « EA92000002 » |            | 2011 | Église Saint-Jean-Porte-Latine                            |
| Chapelle de la Sainte-Croix, ancienne chapelle de la résidence universitaire | Antony               | 134 avenue Léon-Blum                             | 48° 45′ 42″ nord, 2° 18′ 11″ est | « EA92000001 » |            | 2011 | Image manquante Téléverser                                |
| Domaine Albert Kahn                                                          | Boulogne-Billancourt | 14, rue du Port                                  | 48° 50′ 31″ nord, 2° 13′ 39″ est | « PA92000023 » | Inscrit    | 2015 | Domaine Albert Kahn                                       |
| Église Sainte-Thérèse-de-l'Enfant-Jésus                                      | Boulogne-Billancourt | 62 rue de l'Ancienne-Mairie                      | 48° 50′ 14″ nord, 2° 14′ 03″ est | « EA92000004 » |            | 2011 | Église Sainte-Thérèse-de-l'Enfant-Jésus                   |
| Hôtel de ville, tribunal                                                     | Boulogne-Billancourt | 26 avenue André-Morizet                          | 48° 50′ 10″ nord, 2° 14′ 26″ est | « PA00088077 » | inscrit    | 1994 | Hôtel de ville, tribunal                                  |
| Résidence Salmson Le Point du Jour                                           | Boulogne-Billancourt | rue du Point-du-Jour                             | 48° 49′ 48″ nord, 2° 15′ 00″ est | « EA92000005 » |            | 2008 | Image manquante Téléverser                                |
| Immeuble Molitor                                                             | Boulogne-Billancourt | 24, rue Nungesser-et-Coli 23, rue de la Tourelle | 48° 50′ 36″ nord, 2° 15′ 05″ est | « PA00088075 » | Classé     | 2017 | Image manquante Téléverser                                |
| Église de la Pentecôte de Port-Galand                                        | Bourg-la-Reine       | 2 rue Sarrazine                                  | 48° 47′ 21″ nord, 2° 18′ 38″ est | « EA92000006 » |            | 2011 | Église de la Pentecôte de Port-Galand                     |
| Cité-jardin de la Butte-Rouge                                                | Châtenay-Malabry     | avenue de la Division-Leclerc                    | 48° 45′ 53″ nord, 2° 15′ 55″ est | « EA92000008 » |            | 2008 | Image manquante Téléverser                                |
| Chapelle du collège du Sacré-Cœur Sophie Barat                               | Châtenay-Malabry     | 50 rue des Grillons                              | 48° 45′ 29″ nord, 2° 16′ 13″ est | « EA92000007 » |            | 2011 | Image manquante Téléverser                                |
| Chapelle Saint-Bernard                                                       | Colombes             | 22 avenue de l'Europe                            | 48° 55′ 36″ nord, 2° 14′ 37″ est | « EA92000009 » |            | 2011 | Image manquante Téléverser                                |
| Église Saint-Maurice de Bécon                                                | Courbevoie           | 216 rue Armand-Silvestre                         | 48° 54′ 19″ nord, 2° 16′ 35″ est | « EA92000010 » |            | 2011 | Église Saint-Maurice de Bécon                             |
| Église luthérienne de Courbevoie                                             | Courbevoie           | 16 rue Kilford                                   | 48° 54′ 01″ nord, 2° 15′ 06″ est | « EA92000011 » |            | 2011 | Église luthérienne de Courbevoie                          |
| Église paroissiale Saint-Stanislas des Blagis                                | Fontenay-aux-Roses   | 104 avenue Gabriel-Péri                          | 48° 47′ 08″ nord, 2° 18′ 08″ est | « EA92000012 » |            | 2011 | Église paroissiale Saint-Stanislas des Blagis             |
| Grand ensemble dit Le Parc                                                   | Meudon               | allée de la Forêt                                | 48° 47′ 31″ nord, 2° 13′ 13″ est | « EA92000013 » |            | 2008 | Image manquante Téléverser                                |
| Lotissement concerté dit lotissement M.R.U                                   | Meudon               | 83 route des Gardes                              | 48° 48′ 42″ nord, 2° 12′ 44″ est | « EA92000014 » |            | 2008 | Image manquante Téléverser                                |
| Chapelle Saint-Luc de Montrouge                                              | Montrouge            | 25 avenue du Fort                                | 48° 48′ 39″ nord, 2° 19′ 24″ est | « EA92000015 » |            | 2011 | Image manquante Téléverser                                |
| Grand ensemble dit résidence Buffalo                                         | Montrouge            | avenue Victor-Basch                              | 48° 48′ 42″ nord, 2° 19′ 27″ est | « EA92000016 » |            | 2008 | Image manquante Téléverser                                |
| Grand ensemble des Tours Nuages du quartier Pablo Picasso                    | Nanterre             | quartier Pablo Picasso                           | 48° 53′ 23″ nord, 2° 13′ 08″ est | « EA92000017 » |            | 2008 | Grand ensemble des Tours Nuages du quartier Pablo Picasso |
| Église Notre-Dame-de-Pentecôte                                               | Puteaux              | 1 avenue de la Division-Leclerc                  | 48° 53′ 31″ nord, 2° 14′ 27″ est | « EA92000018 » |            | 2011 | Image manquante Téléverser                                |
| Mausolée du Prince Impérial                                                  | Rueil-Malmaison      | 19 avenue Vigée-Lebrun                           | 48° 52′ 10″ nord, 2° 10′ 02″ est | « PA00135375 » | inscrit    | 1996 | Mausolée du Prince Impérial                               |
| Temple protestant de Rueil-Malmaison                                         | Rueil-Malmaison      | 32 rue Molière                                   | 48° 52′ 38″ nord, 2° 11′ 19″ est | « EA92000021 » |            | 2011 | Image manquante Téléverser                                |
| Église Saint-Jean-Marie-Vianney                                              | Rueil-Malmaison      | 97 boulevard National                            | 48° 53′ 17″ nord, 2° 11′ 06″ est | « EA92000020 » |            | 2011 | Image manquante Téléverser                                |
| Chapelle du collège Passy-Buzenval                                           | Rueil-Malmaison      | 50 avenue Othis-Mygatt                           | 48° 51′ 28″ nord, 2° 11′ 00″ est | « EA92000019 » |            | 2011 | Image manquante Téléverser                                |
| Chapelle Notre-Dame-des-Airs                                                 | Saint-Cloud          | 13 avenue Alfred-Belmontet                       | 48° 51′ 18″ nord, 2° 13′ 02″ est | « EA92000022 » |            | 2011 | Image manquante Téléverser                                |
| Église Stella-Matutina de Saint-Cloud                                        | Saint-Cloud          | 68 avenue du Maréchal-Foch                       | 48° 50′ 52″ nord, 2° 12′ 30″ est | « EA92000023 » |            | 2011 | Image manquante Téléverser                                |
| Chapelle de la maison de retraite de la fondation Larmeroux                  | Vanves               | 2 ter rue Aristide-Briand                        | 48° 49′ 06″ nord, 2° 17′ 19″ est | « EA92000025 » |            | 2011 | Image manquante Téléverser                                |
| Prieuré Sainte-Bathilde de la communauté des bénédictines missionnaires      | Vanves               | 7 rue d'Issy                                     | 48° 49′ 20″ nord, 2° 17′ 00″ est | « EA92000024 » |            | 2011 | Image manquante Téléverser                                |
| Villa Stein                                                                  | Vaucresson           | 17, rue du Professeur-Victor-Pauchet             | 48° 50′ 49″ nord, 2° 10′ 38″ est | « PA00088160 » | Classé     | 2017 | Image manquante Téléverser                                |